# Protokolová datová jednotka

Z PDU MAC vrstvy se stane SDU fyzické vrstvy

Protokolová datová jednotka (anglicky Protocol data unit, PDU) má v telekomunikacích následující významy:
1. Informace přenášené jako jeden celek mezi entitami téže úrovně v počítačové síti; obvykle obsahuje řídicí informace (například adresy) a uživatelská data.
2. Ve vrstvových systémech jednotka dat definovaná protokolem určité vrstvy; sestává z řídicí informace protokolu a případných uživatelských dat této vrstvy. Příklady: Ethernetový rámec nebo PDU iSCSI[1].

## PDU v protokolech OSI
Protokolové datové jednotky se používají v jednotlivých vrstvách referenčního modelu ISO/OSI takto:
1. PDU vrstvy 1 (fyzické) je fyzický paket, sestávající z bitů nebo obecněji symbolů (může také být nazýván „proud“, anglicky stream)[3]
2. PDU vrstvy 2 (linkové) je rámec
3. PDU vrstvy 3 (síťové) je paket
4. PDU vrstvy 4 (transportní) je TCP segment nebo UDP datagram
5. PDU vrstev 5-6-7 (aplikační) je zpráva

## Protokolová datová jednotka MAC
Protokolová datová jednotka MAC neboli MPDU je zpráva (protokolová datová jednotka) vyměňovaná mezi entitami Media Access Control (MAC) při komunikaci ve vrstvovém systému podle referenčního modelu ISO/OSI.
V systémech, kde MPDU může být větší než služební datová jednotka MAC (MSDU), může MPDU obsahovat několik MSDU díky agregaci paketů. V systémech, kde je MPDU menší než MSDU může být naopak jedna MSDU rozdělena do několika MPDU díky segmentaci paketů.

## Počítačové sítě s přepojováním paketů
V oblasti počítačových sítí s přepojováním paketů lze významu protokolové datové jednotky (PDU) nejlépe porozumět ve vztahu se služební datovou jednotkou (SDU).
Vlastnosti nebo služby sítě jsou implementovány v jednotlivých „vrstvách“. Například posílání jedniček a nul kabelem nebo optickým vláknem zajišťuje fyzická vrstva; skládání jedniček a nul do bloků a jejich bezpečná doprava na správné místo v rámci jednoho spoje zajišťuje linková vrstva; předávání bloků dat přes několik propojených sítí zajišťuje síťová vrstva a doručení dat správné aplikaci na cílovém systému zajišťuje transportní vrstva.
Mezi vrstvami (nebo mezi aplikací a nejvyšší vrstvou) se prostřednictvím rozhraní předávají služební datové jednotky. Aplikace nebo vyšší vrstva rozumí struktuře dat v SDU; nižší vrstva bere SDU jako datový obsah, kterému nerozumí a který má dopravit svému protějšku na cílovém systému. Protokol vrstvy přidá pro splnění tohoto úkolu k SDU data potřebná pro tuto činnost. Může to být číslo portu pro identifikaci aplikace, síťová adresa pro směrování PDU sítí, kód pro identifikaci typu dat v paketu nebo informace pro detekci a opravu chyb. Všechny tyto přídavné informace spolu se služební datovou jednotkou z vyšší vrstvy tvoří Protokolovou datovou jednotku této vrstvy. PDU je tedy strukturovaná informace předávaná odpovídající protokolové vrstvě po trase, kterou data putují, která entitě příslušné vrstvy umožňuje vykonávat svoji funkci nebo službu. Odpovídající vrstva nebo „protějšek“ dekóduje data, vybalí původní služební datovou jednotku, rozhodne, zda je bezchybná, kam ji dál poslat, atd. Pokud se nejedná o nejnižší (fyzickou) vrstvu, bude PDU dodána protějšku prostřednictvím služeb nižších vrstev v protokolovém zásobníku. Když vrstva, která PDU vytvořila, ji předává přes rozhraní nižší vrstvě, která toto PDU pouze doručuje (a proto nerozumí interní struktuře PDU), PDU se stane služební datovou jednotkou nižší vrstvy. Díky existenci více vrstev se doplňování adresních a řídicích informací (což nazýváme zapouzdřením) k SDU pro vytvoření PDU a předání tohoto PDU další nižší vrstvě jako SDU několikrát opakuje, dokud není dosažena nejnižší vrstva, která provede přenos dat fyzickým médiem ve formě elektrického nebo optického signálu.
Výše popsaný proces se podobá poštovnímu systému, ve kterém vkládáme dopis (SDU) do obálky, na které je napsaná adresa (adresní a řídicí informace), čímž se vytvoří PDU. Odesílající poště stačí rozdělit zásilky podle směrovacích čísel do poštovních pytlů, takže adresa na obálce nebude viditelná, čímž se ze zásilky stane SDU. Poštovní pytel je označen směrovacím číslem cílové pošty, a tak se stane PDU, dokud není uložen s jinými pytli do bedny, čímž se i z něj stane SDU; bedna je označena oblastí, do které mají být všechny v ní uložené pytle přepraveny, čímž se z bedny stane PDU. Když bedna dosáhne cíl podle svého označení, je otevřena a pytle (SDU) vyjmuty, čímž se z nich stanou PDU, které jsou rozeslány podle směrovacího čísla cílové pošty. Po otevření poštovního pytle jsou dopisy SDU, ale jakmile se doručují podle adresy pro konečné doručení, stanou se z nich PDU. Když adresát nakonec otevře obálku, získá SDU nejvyšší úrovně, což je vlastní dopis.